# Cantó de Vaucouleurs
El cantó de Vaucouleurs és un cantó francès del departament del Mosa, situat al districte de Commercy. Té 20 municipis i el cap és Vaucouleurs.

## Municipis
- Brixey-aux-Chanoines
- Burey-en-Vaux
- Burey-la-Côte
- Chalaines
- Champougny
- Épiez-sur-Meuse
- Goussaincourt
- Maxey-sur-Vaise
- Montbras
- Montigny-lès-Vaucouleurs
- Neuville-lès-Vaucouleurs
- Pagny-la-Blanche-Côte
- Rigny-la-Salle
- Rigny-Saint-Martin
- Saint-Germain-sur-Meuse
- Sauvigny
- Sepvigny
- Taillancourt
- Ugny-sur-Meuse
- Vaucouleurs

## Història
| Data d'elecció                           | Identitat      | Partit                          | Qualitat |
| ---------------------------------------- | -------------- | ------------------------------- | -------- |
| 1945-1964                                | Charles Canel  | PS                              |          |
| 1945-1967                                | M. Lemaître    | SFIO, després UDSR, després RGR |          |
| 1967-1979                                | M. Floriot     | UDR, després RPR                |          |
| 1979-1985                                | Pierre Vincent | UDF                             |          |
| 1985-                                    | Gérard Lahure  | Divers droite                   |          |
| les dades anteriors no són pas conegudes |                |                                 |          |
|                                          |                |                                 |          |

## Demografia
| A partir de 1990: Població sense dobles comptes |